# Turma OK

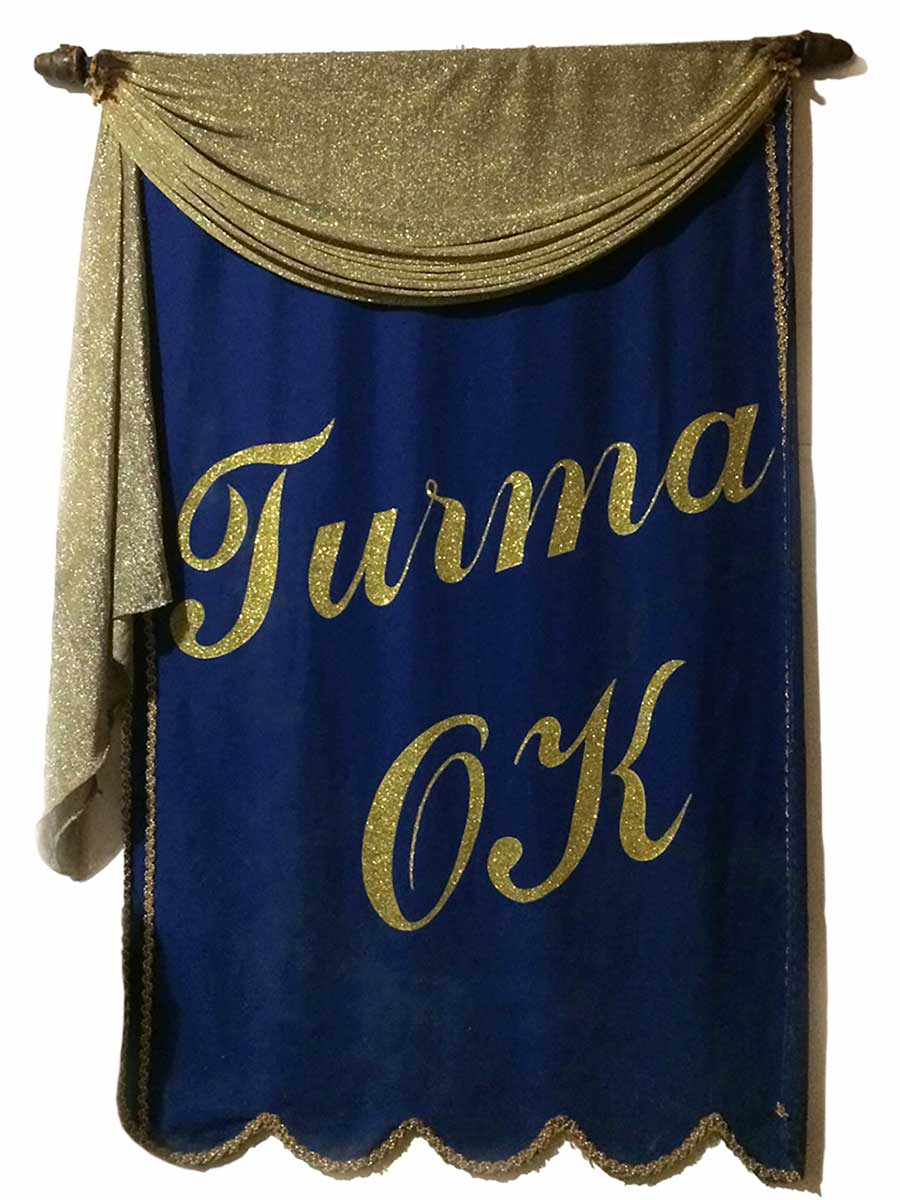
Banderín del club.

Turma OK es la primera agrupación LGBT del que se tiene noticia en la historia de Brasil. El colectivo Turma OK fue fundado oficialmente en 1962 en la ciudad de Río de Janeiro, entrando en funcionamiento bajo el liderazgo de Agildo Bezerra Guimarães. Sin embargo, según informa su página en Internet, el grupo inició sus encuentros (semanales o bisemanales) el año anterior, precisamente el 13 de enero de 1961, en el apartamento de Antônio Peres, en el Edificio Varsóvia.

## Historia
El nombre del grupo, Turma OK, fue sugerido por Nylmar Amazonas Coelho, después de que los fundadores se hubiesen congregado —Antônio Peres, Maria Amélia, Nyhlmar Amazonas Coelho, Itamar Dias Soares, Lisandro de Matos Peixoto, Marlene Filardi, Leo Acyr Teixeira, Renê Patino, Djalma Alves de Souza y Francisco de Assis y los cantantes Osny José y Carlos Chagas— y la aprobación fue unánime.
El grupo Turma OK continúa con sus actividades hasta la actualidad (2007), siendo la organización LGBT más antigua de Brasil, y posiblemente de todo el mundo, aún en funcionamiento. Adalberto Fonseca Hijo volvió a asumir la dirección de esta organización (reservada solamente para miembros e invitados) en 2006, habiendo sido el director anterior Anuar Farah, de 1998 a 2006.

## Publicaciones y archivos
Desde el inicio la organización Turma OK publicó el informativo Okeizinho.
Agildo Bezerra Guimarães, que trabajó como editor de varias publicaciones del movimiento homosexual brasileño en su ciudad natal, consiguió formar a lo largo de los años una colección de raros boletines y similares de temática gay, por ejemplo, Snob (1963-1969, Darling (1968), Gente Gay (1976-1978), y también otros documentos interesantes, como la Mini Enciclopédia Homosexual según Claudio Soares. El archivo Turma OK se encuentra preservado en la Universidad Estatal de Campinas; fue donado a la universidad por Agildo Bezerra Guimarães en 1995.

## Los objetivos explícitos de la organización
La Turma OK no es un grupo de militancia gay, ni aun una discoteca o un bar gay. Es un club social, estrictamente familiar, en la tradición carioca gay del centro de Río. Forman parte de aquel ambiente la gafieira estudiantil, el Bar Luis y el Cordão do Bola Preta. Es una auténtica cofradía gay, localizada en la Lapa.